# Rybie (powiat pruszkowski)
Rybie – wieś w Polsce położona w województwie mazowieckim, w powiecie pruszkowskim, w gminie Raszyn.
Na terenie wsi ustanowiono trzy sołectwa: Rybie I, Rybie II, Rybie III. W 2023 sołectwa te liczyły odpowiednio 1593, 1377 i 1798 mieszkańców.
Wieś szlachecka położona była w 1580 roku w powiecie warszawskim ziemi warszawskiej województwa mazowieckiego. W latach 1975–1998 miejscowość należała administracyjnie do województwa warszawskiego.
Miejscowość jest siedzibą rzymskokatolickiej parafii św. Bartłomieja Apostoła należącej do dekanatu raszyńskiego.